# ルイス・アウグスト・オゾリオ・ハモン
ルイス・アウグスト・オゾリオ・ハモン・ド・ナシメント（Luis Augusto Osorio Romão do Nascimento、1983年11月20日-）は、ブラジル出身のプロサッカー選手。ポジションはMF(サイドハーフ、トップ下)。

## 来歴
ナシオナルACでキャリアをスタートさせ、その後、ブラジルの名門、サントスFCへ加入。同チームではサイドバックとしてプレーした。その後、パイサンドゥSCを経て2006年にJ2横浜FCに加入。左サイドの選手としてチームトップの10アシストを決めるなど主力として活躍し、チーム初のJ1昇格に大きく貢献した。しかし、契約延長交渉がまとまらず、2007年はステップアップのため大分トリニータへ移籍。背番号10を背負うなど、大きく期待されての加入だったが、恥骨炎のため5月にチームを離脱。治療に専念するためブラジルへ帰国し、11月にチームに合流したものの出場は11試合にとどまり、思うような結果を残せないまま、シーズン終了後、契約満了に伴い同チームを退団した。
2008年5月、J1アルビレックス新潟に加入した。日本を知る左サイドハーフの即戦力として期待されたが、度重なる故障のためほとんど試合に出場できず、同年10月6日、同チームから契約解除が発表された。

## 所属クラブ
- ナシオナルAC
- 2004-2008.5  サントスFC

2005 → パイサンドゥSC ※期限付き移籍
2006 → 横浜FC （日本）※期限付き移籍
2007 → 大分トリニータ ※期限付き移籍
- 2008.5-2008.10  アルビレックス新潟
- 2011  CAブラガンチーノ
- 2012  コメルシアウFC（ポルトガル語版）
- 2012  グアラニSC
- 2013  ブラジリエンセFC
- 2015  リヴェルAC

## 個人成績
| 国内大会個人成績 | 国内大会個人成績 | 国内大会個人成績 | 国内大会個人成績 | 国内大会個人成績 | 国内大会個人成績 | 国内大会個人成績 | 国内大会個人成績 | 国内大会個人成績 | 国内大会個人成績 | 国内大会個人成績 | 国内大会個人成績 |
| 年度             | クラブ           | 背番号           | リーグ           | リーグ戦         | リーグ戦         | リーグ杯         | リーグ杯         | オープン杯       | オープン杯       | 期間通算         | 期間通算         |
| 年度             | クラブ           | 背番号           | リーグ           | 出場             | 得点             | 出場             | 得点             | 出場             | 得点             | 出場             | 得点             |
| ブラジル         | ブラジル         | ブラジル         | ブラジル         | リーグ戦         | リーグ戦         | ブラジル杯       | ブラジル杯       | オープン杯       | オープン杯       | 期間通算         | 期間通算         |
| ---------------- | ---------------- | ---------------- | ---------------- | ---------------- | ---------------- | ---------------- | ---------------- | ---------------- | ---------------- | ---------------- | ---------------- |
| 2004             | サントス         |                  |                  | 0                | 0                |                  |                  |                  |                  |                  |                  |
| 2005             | パイサンドゥ     |                  |                  | 30               | 6                |                  |                  |                  |                  |                  |                  |
| 日本             | 日本             | 日本             | 日本             | リーグ戦         | リーグ戦         | リーグ杯         | リーグ杯         | 天皇杯           | 天皇杯           | 期間通算         | 期間通算         |
| 2006             | 横浜FC           | 8                | J2               | 34               | 6                | -                | -                | 1                | 0                | 35               | 6                |
| 2007             | 大分             | 10               | J1               | 11               | 2                | 3                | 2                | 1                | 1                | 15               | 5                |
| 2008             | 新潟             | 8                | J1               | 4                | 0                | 1                | 0                | -                | -                | 5                | 0                |
| 通算             | ブラジル         | ブラジル         |                  | 30               | 6                |                  |                  |                  |                  |                  |                  |
| 通算             | 日本             | 日本             | J1               | 15               | 2                | 4                | 2                | 1                | 1                | 20               | 5                |
| 通算             | 日本             | 日本             | J2               | 34               | 6                | -                | -                | 1                | 0                | 35               | 6                |
| 総通算           | 総通算           | 総通算           | 総通算           | 75               | 14               |                  |                  |                  |                  |                  |                  |

- Jリーグ初出場 - 2006年3月4日 - J2第1節 愛媛FC戦（愛媛陸上競技場）
- Jリーグ初得点 - 2006年4月29日 - J2第12節 湘南ベルマーレ戦（三ツ沢球技場）

## タイトル

### クラブ
横浜FC
- J2リーグ : 1回 (2006年)